# Новий рік

Новорічні феєрверки

Нови́й рік — свято, яке відзначають багато народів відповідно до визнаного календаря.

## Історія свята
У більшості давніх народів святкування Нового року збігалося з початком відродження природи й відбувалося зазвичай до березня. Усі язичницькі народи ознаменовували його службовими обрядами богам, урочистими приношеннями, а також забавами. Давні єгиптяни відзначали початок нового року святом відродження Осіріса. У Стародавній Греції народ і жерці, надягнувши на себе маски, влаштовували на вулицях ходу з піснями й танцями. Жінки на про́ханих вечорах ворожили.
В Україні саме в кінці грудня та на початку січня найбільше релігійних свят. Це пов'язано з різдвяно-новорічними обрядами і з тим, що взимку люди менше працювали коло землі.

### Межиріччя
На думку науковців, найдавнішою є традиція святкування Нового року у давньому Межиріччі. Усі землеробські роботи вони починали наприкінці березня, після того, як прибувала вода у річках Тигрі та Євфраті. Початок нового кліматичного сезону пов'язували з перемогою світлого бога Мардука над силами руйнування й смерті.
Цю подію відзначали протягом 12 днів ходами, карнавалами, маскарадами тощо. У цей час забороняли працювати, карати, вершити суди. Клинопис на одній із глиняних табличок розповідає, що це були дні «неприборканої волі, коли весь світовий порядок ставили догори дриґом. Раб перетворювався на пана».

### Давній Єгипет
В давньому Єгипті (мабуть, ще тоді, коли він був Хемітом) Новий рік святкували в час розливу Нілу, коли сходила священна зірка Сіріус (з липня до вересня) і починався перший сезон давньоєгипетського року — «ахет». Розлив Нілу називали приходом Хапі — бога Верхнього і Нижнього Нілу. Це були святі часи для Хеміту/Єгипту, адже посуха ставила під загрозу саме існування землеробської країни. Тому зі сходом Сіріуса давні хеміти (а згодом — єгиптяни), які на ту пору закінчували сівбу, починали новий період життя.
Підготовку до зустрічі Нового року починали задовго до розливу. У храмових господарствах відгодовували жертовних биків і птахів, запасали масло і ароматичні смоли. Жерці розраховували день прибуття води і напередодні призначеної дати народ збирався на березі й радо вітав вали води, що йшли з півдня на північ. Спереду стояли жерці храмів, усюди люди радісно зустрічали життєдайні води. У день розливу Нілу приносили жертви Хапі, до річки кидали сувої папірусу з написаним на них переліком дарів. Статуї бога Амона (з ним іноді ототожнювали Хапі), його дружини й сина ставили в човен. Човен плавав Нілом упродовж місяця. Це дійство супроводжували співами, танцями та веселощами. Потім статуї вносили назад до храму. Під час святкування Нового року в єгиптян існував звичай наповнювати спеціальні посудини «святою водою» з Нілу, що розливався і воду якого в цей час вважали чудодійною. Звільнені від роботи єгиптяни відвідували своїх друзів і родичів, всі разом вшановували пам'ять предків і славили богів.
Хемітський / давньоєгипетський Новий рік був пов'язаний також із культом богині кохання і музики Хатхор, дочки сонячного бога Ра. За дві ночі до Нового року верховний жрець із помічниками проводив ритуальне очищення статуї богині в храмі Хатхор у Дендері. А в ніч напередодні Нового року — «ніч Ра», коли відбувалася битва бога Сонця з богами темряви, — проводили урочисту ходу, в якій разом із жерцями брав участь цар (фараон) із дружиною. Статую Хатхор несли на священному човні та встановлювали в альтанці з 12 колонами, що символізували місяці року, на даху храму. З появою першого променя сонця у новому році відкривали заслони і на богиню виливалося сонячне світло — містичне благословення богом Ра дочки Хатхор, храму й усього світу.

### Стародавній Рим
У давніх римлян рік складався з десяти місяців і мав 304 дні, а зиму не поділяли на місяці. Початком року вважали березень, що збігався з початком польових робіт. Послідовність місяців відображена на латинських назвах деяких місяців (напр., лат. September (вересень) — буквально — сьомий, лат. October (жовтень) — буквально — восьмий і т. д.). Цар Нума Помпілій збільшив кількість місяців на два — Ianuarius (січень) та Februarius (лютий), названі на честь богів Януса та Феба. 153 року до н. е. початок року перенесли на 1 січня.
У 46 році до н. е. римський імператор Юлій Цезар реформував календар, який згодом отримав назву юліанського, однак 1 січня залишили початком року. У цей день Римляни приносили жертви Янусу й починали з нього великі заходи, вважаючи перший день року сприятливим. У цей день у Давньому Римі зазвичай відпускали на волю рабів.

### Церковне новоліття уВізантії
За Візантійською традицією початком церковного року («Новоліття») вважають 1 вересня. Свято новоліття затверджено на Першому Нікейському соборі та, згідно з переказами, пов'язане з початком проповіді Ісуса Христа після Його Водохрещення й спокус від диявола в пустелі. У цей день Ісус Христос почав проповідь Царства Божого й уперше засвідчив виконання давньозавітних пророцтв про пришестя Месії (Сина Божого) і тим самим про кінець Давнього й початок Нового Заповіту..
Вибір дати пов'язаний із тим, що перша проповідь Христа відбулася, на думку візантійців, саме в перший день юдейського свята жнив, яке святкували з 1 до 8 вересня
Встановлення цього свята, на думку істориків, пов'язане зі згадкою про перемогу Костянтина Великого над Максентієм 312 року, яка й заклала початок вільного сповідування та поширення християнства. Початково Костянтин I встановив дату новоліття 23 вересня — дату народження першого римського імператора Октавіана Авґуста — і лише 462 року її перенесли на 1 вересня з практичних міркувань.

### Новий рік у середньовічній Європі
У середньовічній Європі початок Нового Року приурочували до одного з церковних свят:
- До Різдва 25 грудня — у Франції з 753 до 987-го, у Великій Британії та Німеччині — до 13 століття, а також в Іспанії — до 14 століття.
- До Благовіщення 25 березня — особливо популярний у Флоренції, Пізі, Кельні й Мюнстері.
- До Великодня — у Франції з 983 до 1563. Незручністю цієї системи було те, що Великдень — рухоме свято й одна і та сама дата могла виникати двічі на рік, в разі чого їх розрізняли як «після великодня» та «до великодня».
- До свята Обрізання Господнього, що припадало на 1 січня.

Давньоримську традицію святкування 1 березня зберігали у Венеційській республіці до 1797 року, а також тривалий час в Русі.
Протягом 16 — 17 століть у більшості країн Європи перейшли на сучасну традицію святкування 1 січня.

### Новий рік у Русі

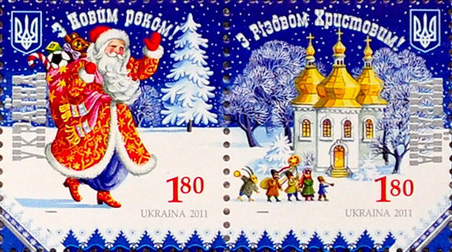
З Новим роком! Українська поштова марка. 2011

Як і у більшості давніх народів, початок Нового року в давній Русі асоціювали з початком весняного відродження природи. Найімовірніше, Новий рік святкували з появою нового Місяця в перші весняні дні, найближчі до весняного рівнодення. При цьому рік міг мати як 12, так і 13 місяців. Свято отримало назву «Нове літо».
Із впровадженням християнства у древній Русі запровадили Юліанський календар, а святкування Нового року встановили на 1 березня, що, за переказами, відповідало даті створення світу. На українських землях використовували календар, що мав 13 місяців, які збігалися з місячними фазами, а його рік починався 1 березня. Згодом Новий рік перенесли на 1 вересня відповідно до ухвали Візантійської церкви, а літочислення вели від Створення світу.
На українських землях, що входили до складу Великого князівства Литовського, а пізніше — Речі Посполитої, з 1362 року початок Нового року встановлено на 1 січня і літочислення вели від Різдва Христового. На цю систему можна натрапити в українських літописах того часу.

### Новий час

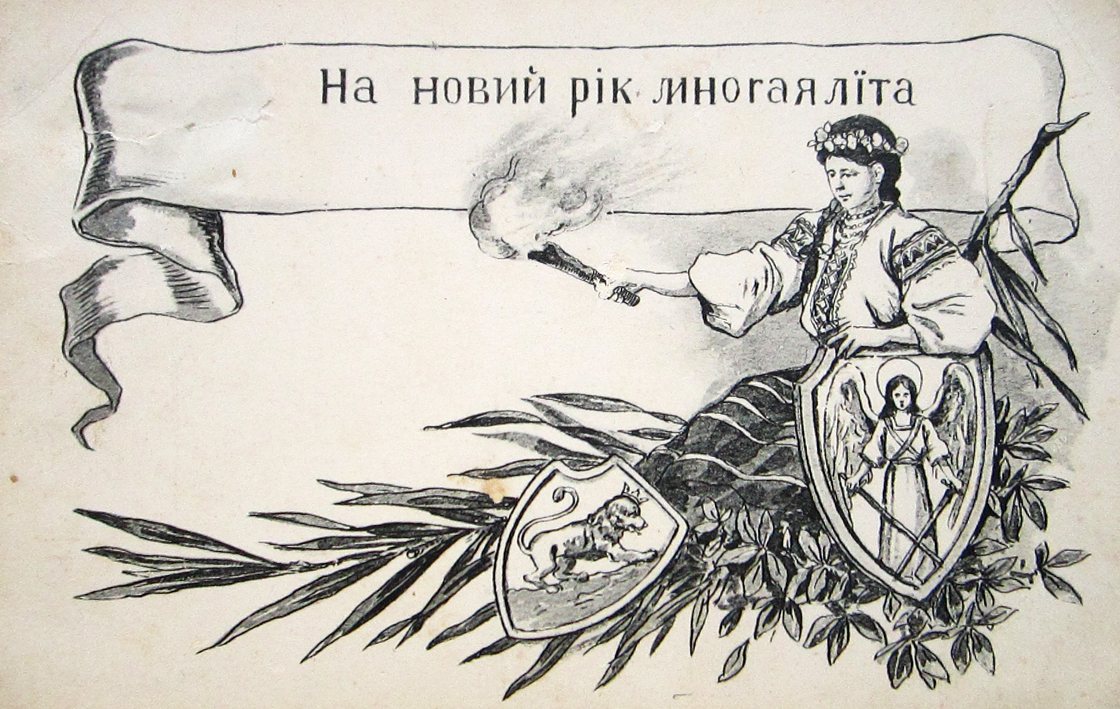
«На новий рік многая лїта» Українська поштівка. 1906 рік

У 1582 році папа Григорій XIII увів нову календарну систему, яку назвали григоріанською або «новим стилем». Православна церква на Константинопольському соборі 1583 року, визнавши неточність юліанського календаря, все ж не побажала переходити на григоріанський через те, що за новим стилем християнський Великдень іноді збігається з юдейським песахом або настає раніше, що заборонено «Апостольськими правилами». Водночас протестантські країни перейшли на григоріанський календар лише у 18 ст., отож тривалий час Новий Рік у православних і протестантських країнах наставав на 11 днів пізніше від католицького.
20 (30) грудня 1699 року (на той час 20 грудня 7208 року) за указом царя Петра I Новий рік у Російській Імперії святкують, за прикладом усіх християнських народів, 1 січня, причому як і раніше — за юліанським календарем. Тим самим Петро І відкинув 5508 років слов'янського літочислення. В указі йшлося про те, що після 31 грудня 7208 настане 1 січня 1700 «від Різдва Господа Бога і спасу нашого Ісуса Христа». У XVIII столітті практично всі протестантські держави перейшли на григоріанський стиль, натомість у Російській імперії до 1918 року зберігався юліанський, через що Новий рік на землях, що входили до її складу, не збігався з західноєвропейським.

### XX століття
У 1918 році декретом Раднаркому «…з метою встановлення однакового майже з усіма культурними народами обчислення часу…» ухвалено перехід на Григоріанський календар і Новий Рік знову почав збігатися з європейським. Натомість Російська, а також Сербська та Єрусалимська православні церкви не побажали переходити на новий стиль, через що всі нерухомі церковні свята, а також Новий рік святкують за старим стилем. Отже, утворилося таке рідкісне історично-культурне явище, як Старий Новий рік. Як додаткове свято, старий Новий рік і понині святкують в Україні, РФ, Білорусі, Сербії, Чорногорії та окремих районах Швейцарії.[джерело?]
У СРСР елементом свята Нового року стала новорічна ялинка, що замінила собою різдвяну. З розпадом Радянського Союзу в Україні відновлена традиція подарунків дітям під подушку від Святого Миколая в ніч на 19 грудня (день Святого Миколая), зокрема в західних краях, де ця традиція практично не була перервана.

### В Україні

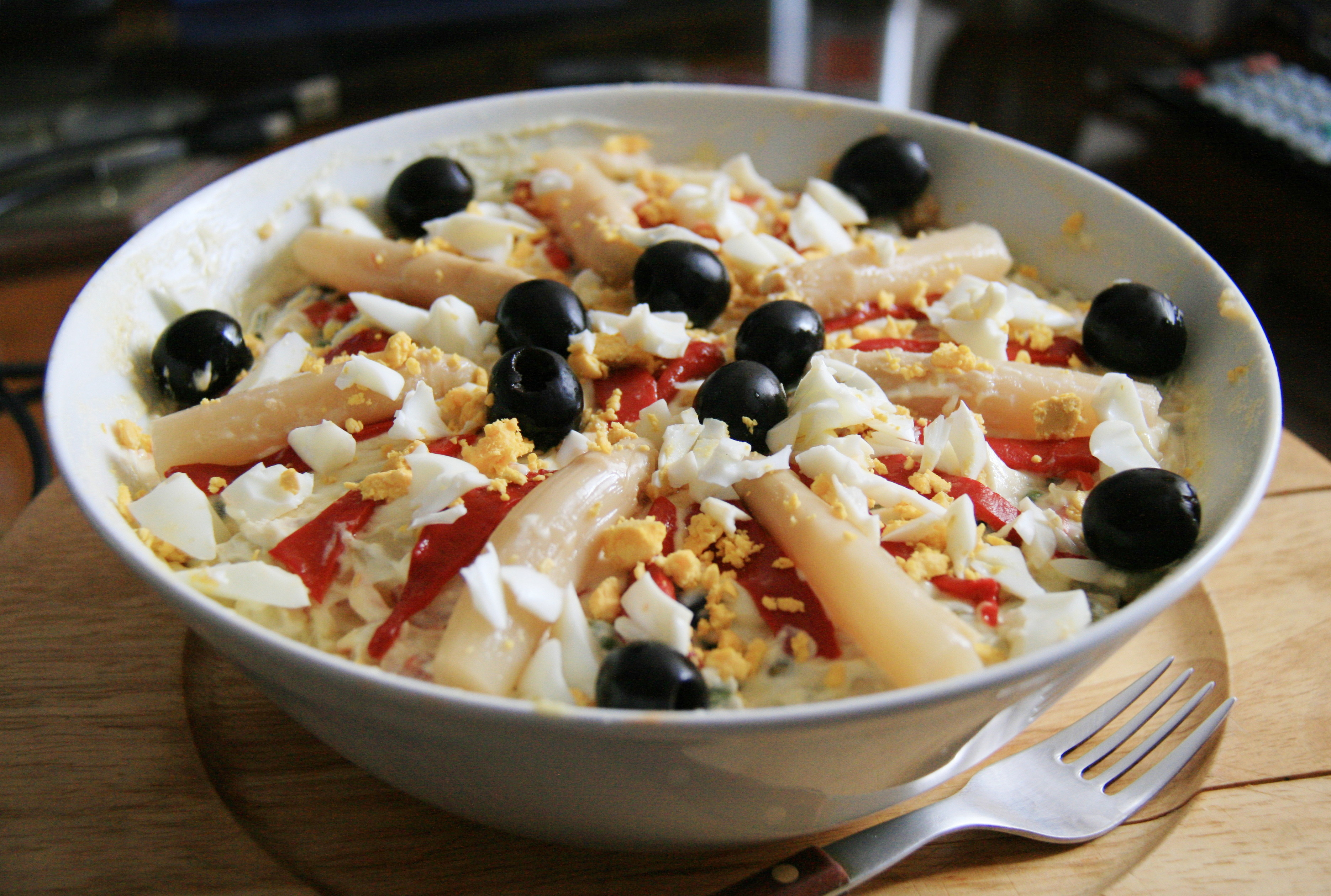
Олів'є в Європі звикли називати «російським салатом». На фото — класичний олів'є, Мадрид, Іспанія.

Українці святкують Новий рік у ніч з 31 грудня на 1 січня, з радянських часів у багатьох оселях саме до Нового року вбирають ялинку (штучну або живу), накривають святковий стіл і збираються разом із родичами та друзями коло столу. Святкова вечеря зазвичай складається з кількох страв, серед яких часто (традиція з радянських часів) є салат олів'є, мандарини, традиційний напій — ігристе вино. З віддаленням від радянських часів святковий стіл стає різноманітнішим, зокрема, популярними новорічними стравами стали стейки, м'ясо по-французьки, вегетаріанські замінники м'яса, запечені індичка чи качка, свиняча вирізка, грецький салат тощо.
У 2020 році через пандемію COVID-19 та карантинні обмеження не було масових святкувань..

## Новий рік в інших країнах
Нижче подано список новорічних свят, що відзначаються як святкові дні у різних країнах світу.
| Свято                                     | Тип календаря    | Діапазон дат відповідно до григоріанського календаря                                      | Дата (2022)   | Дата (2023)   | Країни / Території / Провінції                                                 |
| ----------------------------------------- | ---------------- | ----------------------------------------------------------------------------------------- | ------------- | ------------- | ------------------------------------------------------------------------------ |
| Григоріанський                            | Сонячний         | 1 січня                                                                                   | 1 січня       | 1 січня       | більшість країн світу                                                          |
| Берберський                               | Сонячний         | 12 січня                                                                                  | 12 січня      | 12 січня      | Алжир                                                                          |
| Юліанський                                | Сонячний         | 14 січня                                                                                  | 14 січня      | 14 січня      | Боснія і Герцеговина (Республіка Сербська)                                     |
| Китайський                                | Місячно-сонячний | 20 січня — 20 лютого                                                                      | 1 лютого      | 22 січня      | КНР Тайвань та інші країни зі значною китайською діаспорою — Детальніше        |
| Корейський                                | Місячно-сонячний | 20 січня — 20 лютого                                                                      | 1 лютого      | 22 січня      | Південна Корея Північна Корея                                                  |
| В'єтнамський (Тет)                        | Місячно-сонячний | 20 січня — 20 лютого                                                                      | 1 лютого      | 22 січня      | В'єтнам                                                                        |
| Монгольський (Цаган Сар)                  | Місячно-сонячний | 2 лютого — 3 березня                                                                      | 2 лютого      | 21 лютого     | Монголія Росія (Бурятія, Калмикія, Алтай)                                      |
| Тибетський (Лосар)                        | Місячно-сонячний | 5 лютого — 5 березня                                                                      | 3 березня     | 21 лютого     | КНР (Тибет)                                                                    |
| Навруз                                    | Сонячний         | 20/21 березня                                                                             | 20/21 березня | 20/21 березня | Азербайджан Ірак Іран Казахстан Киргизстан Таджикистан Туркменістан Узбекистан |
| Індуїстський (Угаді)                      | Місячно-сонячний | 18 березня — 16 квітня                                                                    | 2 квітня      | 22 березня    | Індія (деякі штати) Маврикій                                                   |
| Камбоджійський, Лаоський, Тайський та ін. | Сонячний         | 13/14 квітня                                                                              | 14 квітня     | 14 квітня     | Бангладеш Індія Камбоджа Лаос Таїланд Шрі-Ланка                                |
| Бірманський                               | Сонячний         | варіюється протягом року (вступ Сонця у сузір'я Овна, з часом зміщується на пізніші дати) | 17 квітня     | 17 квітня     | М'янма                                                                         |
| Аймара                                    | Сонячний         | 21 червня                                                                                 | 21 червня     | 21 червня     | Болівія                                                                        |
| Зороастрійський в Індії                   | Сонячний         | варіюється протягом року (кожні чотири роки на день раніше)                               | 16 серпня     | 16 серпня     | Індія (деякі штати)                                                            |
| Ісламський                                | Місячний         | варіюється протягом року (щороку раніше на 10-11 днів)                                    | 30 липня      | 19/20 липня   | Деякі мусульманські країни                                                     |
| Коптський                                 | Сонячний         | 11/12 вересня                                                                             | 11 вересня    | 11 вересня    | Еритрея Ефіопія                                                                |
| Єврейський (Рош га-Шана)                  | Місячно-сонячний | 7 вересня — 7 жовтня                                                                      | 26 вересня    | 16 вересня    | Ізраїль                                                                        |
| Дівалі                                    | Місячно-сонячний | 17 жовтня — 15 листопада                                                                  | 24 жовтня     | 12 листопада  | Індія (Гуджарат)                                                               |

### Китайський Новий рік
Див. статтю Китайський новий рік

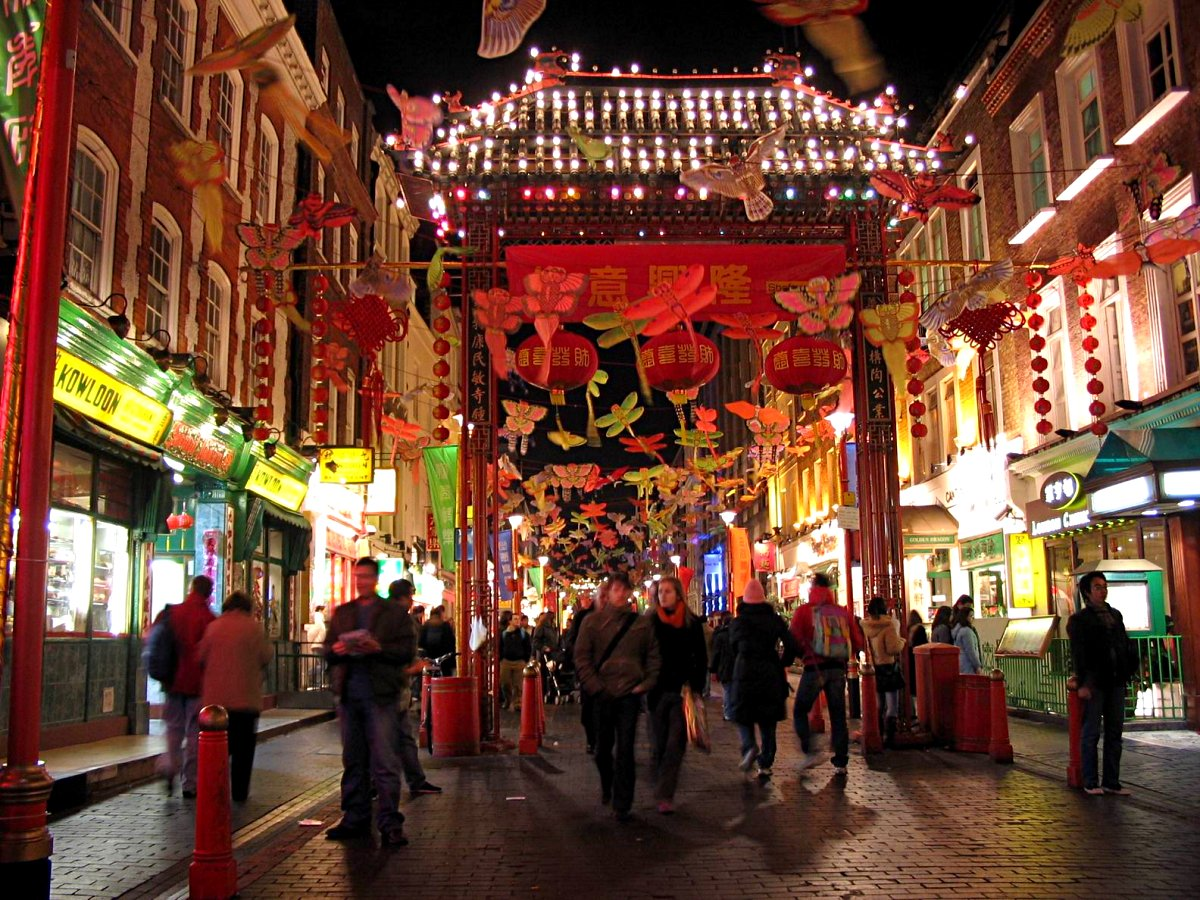
Святкування Нового Року в китайському кварталі Лондона

Китайський Новий рік (chunjie, трад.китайськ. 春節, або 農曆新年) традиційно припадає на перший молодик першого місяця року між 12 січня і 19 лютого. Після введення григоріанського календаря це свято стали називати «святом весни», щоб відокремити його від Нового року за західним стилем. Первісний зміст свята полягав у даруванні подарунків, суттю яких було побажання, аби новий урожай був багатим.
Свято Весни триває кілька днів. Зазвичай напередодні китайці купують новорічні подарунки, прибирають у хаті, фарбують двері та вікна новою червоною фарбою, а також шиють або купують нові сукні, блузки, костюми тощо. Обов'язковий ритуал — новорічна вечеря, за якою збираються всі члени родини. Обов'язкове спільне готування найпопулярнішої китайської страви — пельменів (цзяоцзи), які, згідно з китайською традицією, символізують найкращі побажання всім родинам, серед яких найбажаніше — народження синів.
Наступного ранку настає великий час загального примирення, коли всі члени родини — літні й діти — у нових гарних убраннях з привітаннями й побажаннями всіх земних благ відвідують родичів і сусідів.
Згідно з традиційним китайським календарем, заснованим на спостереженнях руху Сонця, Місяця та Юпітера, роки об'єднуються в 12-річні цикли, причому кожен із років символізує певна тварина. Це — щур, бик, тигр, заєць, дракон, змія, кінь, вівця, мавпа, півень, собака, кабан. На основі 12-річного циклу складається китайський гороскоп.
| Роки за китайським календарем | Роки за китайським календарем | Роки за китайським календарем | Роки за китайським календарем | Роки за китайським календарем | Роки за китайським календарем | Роки за китайським календарем | Роки за китайським календарем | Роки за китайським календарем | Роки за китайським календарем | Роки за китайським календарем | Роки за китайським календарем |
| ----------------------------- | ----------------------------- | ----------------------------- | ----------------------------- | ----------------------------- | ----------------------------- | ----------------------------- | ----------------------------- | ----------------------------- | ----------------------------- | ----------------------------- | ----------------------------- |
| Мавпа 申                      | Півень 酉                     | Собака 戌                     | Свиня 亥                      | Щур 子                        | Бик 丑                        | Тигр 寅                       | Заєць 兎                      | Дракон 辰                     | Змія 巳                       | Кінь 午                       | Вівця 未                      |
| 1992                          | 1993                          | 1994                          | 1995                          | 1996                          | 1997                          | 1998                          | 1999                          | 2000                          | 2001                          | 2002                          | 2003                          |
| 2004                          | 2005                          | 2006                          | 2007                          | 2008                          | 2009                          | 2010                          | 2011                          | 2012                          | 2013                          | 2014                          | 2015                          |
| 2016                          | 2017                          | 2018                          | 2019                          | 2020                          | 2021                          | 2022                          | 2023                          | 2024                          | 2025                          | 2026                          | 2027                          |

### Новий рік у Японії

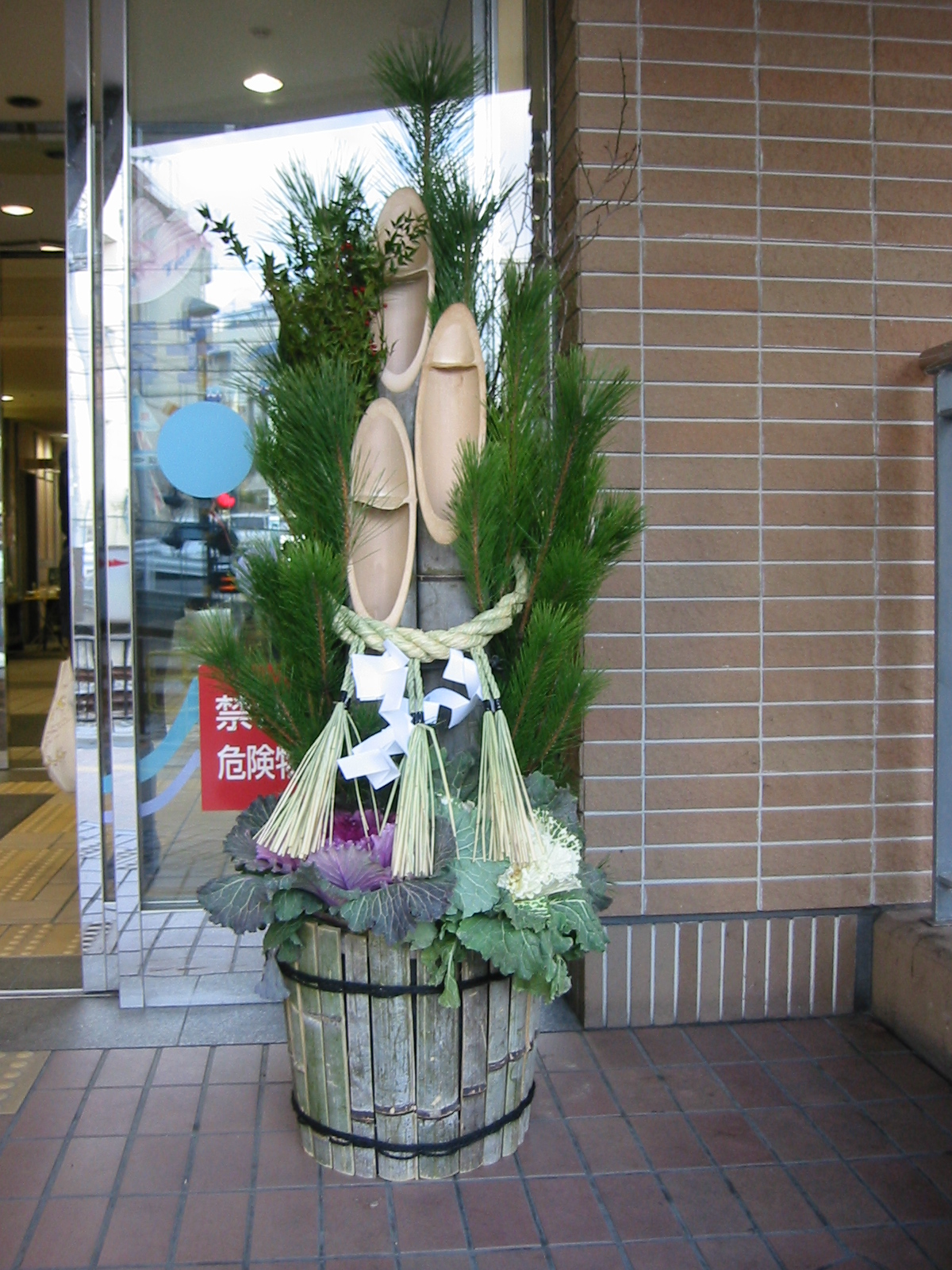
Японський варіант «новорічної ялинки» — кадомацу. Її виставляють перед входом, запрошуючи божество нового року оселитися у ньому на час свят.

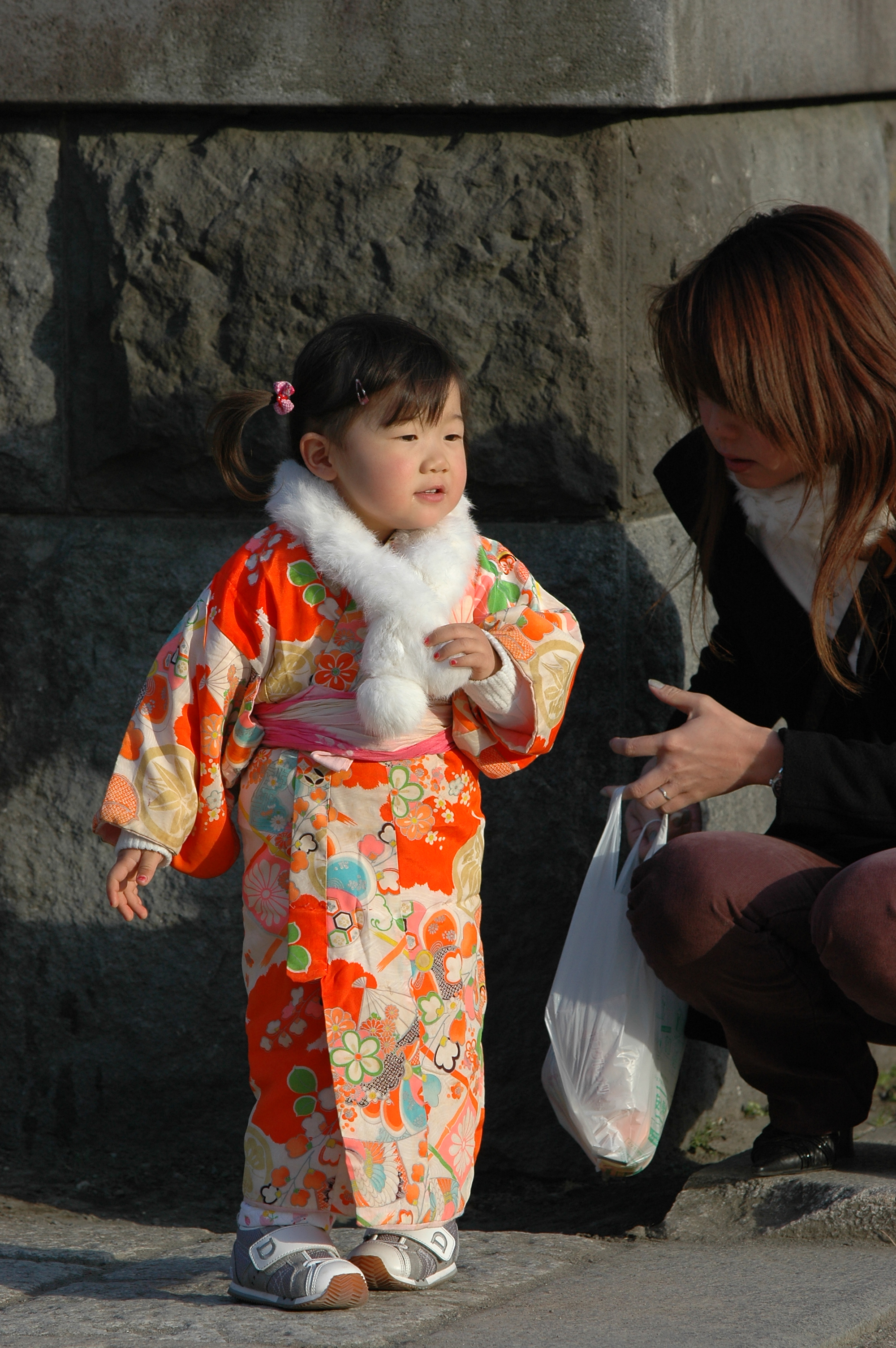
Навіть малі японці одягають у Новорічні дні традиційний одяг.

У Японії Новий рік вважають найбільшим святом, яке святкують протягом декількох днів. Святкування на сході країни триває сім днів, а на заході — цілих п'ятнадцять. До 1868 року Новий рік відзначали за китайським сонячно-місячним календарем у лютому-березні. Однак після вестернізації Японії й упровадження григоріанського календаря його почали святкувати 1 січня.
Більшість традицій святкування Нового року в Японії сягають 17 — 18 століття. Серед них обов'язкове відправлення поштівок із новорічними привітаннями начальникам, старшим і просто знайомим.
На відміну від європейських нічних гулянь, Новий рік у Японії зустрічають зі сходом сонця. Дзвони буддійських храмів увечері відбивають 108 ударів, які, на думку японців, виганяють 108 порочних людських страстей. З останнім ударом належить лягати спати, аби встати перед світанком, вийти на вулицю і зустріти Новий рік із першими променями сонця, що сходить.
Японський традиційний новорічний стіл складається з пісної їжі — о-сетті. Цим він подібний до традиційного українського стола на Святвечір. Серед страв обов'язково є суп одзоні, рисові пампушки моті, овочі та морепродукти. Кожна страва має певне символічне значення: морська капуста конбу означає радість, смажені каштани — успіх, ікра оселедця — багатодітність, чорні солодкі боби і горох — здоров'я, смажений короп — силу та спокій, креветки — довголіття, мандарини — багатство.
У перші дні Нового року японці також відвідують синтоїстські святилища. Одягнувши традиційне кімоно, вони вимолюють у місцевих богів благословення і процвітання у цьому році. У ці дні заведено купувати різноманітні амулети: зображення тварини-покровителя року або стріли-оберегу. В ці дні грають у різні ігри, насамперед суґороку.

### В'єтнамський Новий рік
В'єтнамський Новий рік, або Тет, традиційно святкують у перший день нового року за місячно-сонячним календарем. Тет проходить паралельно з китайським Новим роком. Святкування триває до трьох днів.
У цей день в'єтнамці навідуються в гості та влаштовують сімейні свята, ходять у храми. Традиційним є також перший вихід з дому в перший день нового року (xông nhà), згадування предків, новорічні привітання, влаштування новорічної торгівлі. Тет вважають першим днем весни, тому його часто називають «Святом весни» (в'єтн. Hội xuân). Тет святкують багато тих в'єтнамців, хто пам'ятає своїх китайських пращурів.

### Єврейський Новий рік
Єврейське свято Рош-гашана (івр. ראש השנה‎) — (глава року) святкують через 163 дні після Песаха (єврейської паски) (не раніше 5 вересня й не пізніше 5 жовтня). У цей день починають десятиденний період духовного самозаглиблення й покаяння. Наступні 10 днів до судного дня (Йом-Кипур — івр.ום כיפור‎) називають «днями тшува» («повернення» — мають на увазі повернення до Бога). Їх називають також «дні каяття» або «дні трепету». Вважають, що в Рош-ашана вирішується доля людини на рік уперед. У першу ніч свята євреї вітають один одного побажанням: «Так будьте ви записані й підписані на гарний рік у Книзі Життя!». Люди вбираються у світлий одяг. Під час святкової трапези заведено вмочати халу або яблуко в мед.

### Мусульманський Новий рік
Мусульманським Новим роком вважають перший день місяця Мухаррам (араб. محرّم) за Мусульманським календарем. Місяць Мухаррам вважають місяцем, коли пророкові Мухаммеду треба було зробити знамените переселення (хіджра) з Мекки в Ясриб (названий пізніше містом Пророка, тобто Мединою) разом із родиною та близькими.
Прибуття Пророка в Ясриб більшість істориків датує 24 вересня 622 року за Юліанським календарем. Однак вести літочислення з хіджри почали лише 637 року в період правління другого праведного халіфа Омара ібн Аль-Хаттаба. При цьому за наказом халіфа за відправну точку нової ери узято не сам день прибуття Пророка в Медину, а 1 мухаррама (перший день першого місяця) того ж року. Цей день відповідав 16 липня 622 року за юліанським календарем.
Оскільки мусульманський календар засновано винятково на зміні місячних фаз і в ньому є 354 або 355 днів, початок року може припадати на будь-яку пору року.
Новий рік для мусульман — це час духовних міркувань і праведних справ, коли кожен прихильник ісламу повинен подумки торкнутися джерел своєї віри й надати необхідну допомогу близьким. За бажанням можна дотримуватися посту.
Місяць мухаррам вважають сприятливим часом для початку нових справ, а шлюб, укладений у цей час, за ісламським повір'ям, буде довгим і щасливим.
У Саудівській Аравії святкування Нового року на 1 січня суворо заборонене.

## Незвичайні новорічні традиції у світі
В Італії святкування Нового року починають 6 січня, коли прямо з вікон викидають все зайве у господарстві. В Південно-Африканській республіці відзначають свято викиданням холодильників. У Румунії в Новий рік розмовляють з тваринами через середньовічне повір'я про новорічні дива. А в чилійському містечку Талька Новий рік зустрічають на кладовищі: об 11-ій вечора ворота кладовища урочисто відчиняє війт Тальки, потім відбувається поминальна церковна служба, і люди йдуть до могил своїх родичів зі свічками та квітами. В Ірландії по стінах і дверях стукають буханцем хліба, щоб вигнати з дому злих духів.

## Народні прикмети[джерело?]
- Якщо на небі з'явиться сонячний хрест, буде поганий урожай.
- Як мине перший день року, так людина й увесь рік проведе (як Новий рік зустрінеш, так його і проведеш).
- Якщо цього дня тепло, то це віщує неврожай.
- Якщо йде сніг і стоїть сильний мороз, то буде добрий урожай зернових.